# Esteban Plaza
Esteban Plaza Mira (La Carolina, 9 mei 1986) is een Spaans wielrenner die in 2009 reed voor Andalucía-Cajasur

## Carrière
In 2007 werd hij achter Carlos Delgado tweede op het Spaans wegkampioenschap voor beloften. In 2009 tekende hij een profcontract bij Andalucía. Hij moest echter na één teleurstellend seizoen weer vertrekken.
In 2014 tekende hij een contract bij het Servische team Keith Mobel-Partizan, dat dat jaar voor het eerst een continentale licentie had. Zijn beste resultaat van dat seizoen behaalde hij in de Circuito de Getxo. In die race – voor Plaza de laatste van het seizoen – eindigde hij op de twaalfde plek, op acht seconden van winnaar Carlos Barbero.

## Ploegen
- 2009 –  Andalucía-Cajasur
- 2014 –  Keith Mobel-Partizan
- 2015 –  Keith Mobel-Partizan